# Fabian Kaiser
Fabian Kaiser ist ein deutscher Sachbuchautor und Unternehmer.

## Leben
Kaiser schloss eine Ausbildung zum Kaufmann für Versicherungen und Finanzen ab und absolvierte anschließend eine Fortbildung zum Wirtschaftsfachwirt. Während dieser Zeit wurde er im Zuge seiner Tätigkeit bei einer Unternehmensberatung zum Projektmanagement-Trainer ausgebildet und erwarb parallel seinen Bachelor of Arts mit Schwerpunkt General Management an der Frankfurt School of Finance & Management.
Bis 2017 war er bei KPMG Deutschland tätig, wo er in der Projektmanagement-Abteilung Agilität implementierte, bevor er gemeinsam mit Roman Simschek 2017 eine Beratungsfirma zum Thema agiles Projektmanagement, Unternehmensgründung und Erfolg gründete. 
Zusammen mit Roman Simschek schrieb Kaiser mehrere Bücher über das Thema Agilität und Methoden wie Lean Management, OKR, Scrum, Jira, Kanban, PRINCE2 und Design Thinking. Die Themenschwerpunkte liegen bei Anpassungsfähigkeit, Prozessoptimierung, Projektmanagement und Steigerung von Effektivität, Effizienz, Erfolg und Agilität.

## Publikationen
- mit Roman Simschek: Design Thinking: Innovation erfolgreich umsetzen, UVK Verlag, München 2019, ISBN 978-3-7398-3010-0.
- mit Lars Rayher, Roman Simschek: JIRA: SCRUM erfolgreich umsetzen, UVK Verlag, München 2019, ISBN 	978-3-7398-3009-4.
- mit Roman Simschek: Prince2 Agile: Die Erfolgsmethode einfach erklärt, UVK Verlag, München 2020, ISBN 978-3-7398-3008-7.
- mit Roman Simschek: PRINCE2: Die Erfolgsmethode einfach erklärt, 3. Aufl., UVK Verlag, München 2020, ISBN 978-3-7398-3058-2.
- mit Roman Simschek: Kanban: Der agile Klassiker einfach erklärt, UVK Verlag, München 2021, ISBN 978-3-7398-3083-4.
- mit Roman Simschek: OKR: Die Erfolgsmethode von Google einfach erklärt, UVK Verlag, München 2021, ISBN 978-3-7398-3084-1.
- mit Roman Simschek: SCRUM: Das Erfolgsphänomen einfach erklärt, 3. Aufl., UVK Verlag, München 2021, ISBN 978-3-7398-3112-1.